# Hoplopleura
Hoplopleura är ett släkte av insekter. Hoplopleura ingår i familjen gnagarlöss.

## Bildgalleri

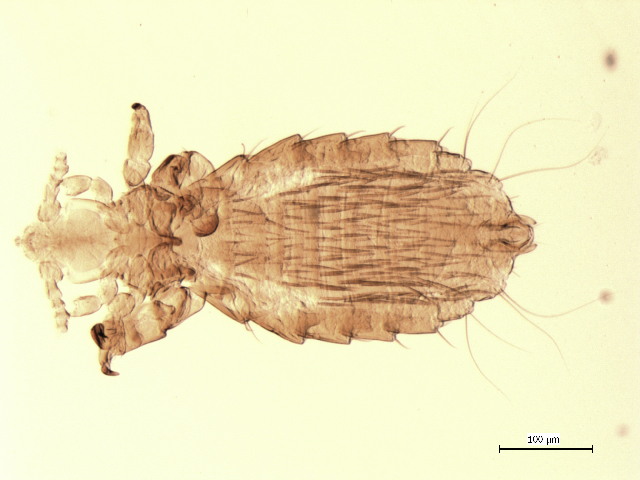

## Dottertaxa tillHoplopleura, i alfabetisk ordning[1]
- Hoplopleura abeli
- Hoplopleura acanthopus
- Hoplopleura aethomydis
- Hoplopleura affinis
- Hoplopleura aitkeni
- Hoplopleura akanezumi
- Hoplopleura alticola
- Hoplopleura andina
- Hoplopleura angulata
- Hoplopleura apomydis
- Hoplopleura arboricola
- Hoplopleura argentina
- Hoplopleura arizonensis
- Hoplopleura bidentata
- Hoplopleura biseriata
- Hoplopleura blanfordi
- Hoplopleura brasiliensis
- Hoplopleura calabyi
- Hoplopleura capensis
- Hoplopleura captiosa
- Hoplopleura chilensis
- Hoplopleura chippauxi
- Hoplopleura chrotomydis
- Hoplopleura chrysocomi
- Hoplopleura colomydis
- Hoplopleura confuciana
- Hoplopleura contigua
- Hoplopleura cooki
- Hoplopleura cornata
- Hoplopleura cricetuli
- Hoplopleura cryptica
- Hoplopleura cutchicus
- Hoplopleura delticola
- Hoplopleura dendromuris
- Hoplopleura diaphora
- Hoplopleura difficilis
- Hoplopleura disgrega
- Hoplopleura dissicula
- Hoplopleura dissimilis
- Hoplopleura distorta
- Hoplopleura edentula
- Hoplopleura emphereia
- Hoplopleura enormis
- Hoplopleura erismata
- Hoplopleura erratica
- Hoplopleura exima
- Hoplopleura ferrisi
- Hoplopleura fonsecai
- Hoplopleura funambuli
- Hoplopleura griseoflavae
- Hoplopleura gyomydis
- Hoplopleura handleyi
- Hoplopleura hesperomydis
- Hoplopleura himalayana
- Hoplopleura himenezumi
- Hoplopleura hirsuta
- Hoplopleura hispida
- Hoplopleura hybomyis
- Hoplopleura imparata
- Hoplopleura inagakii
- Hoplopleura indiscreta
- Hoplopleura inexpectans
- Hoplopleura ingens
- Hoplopleura intermedia
- Hoplopleura inusitata
- Hoplopleura irritans
- Hoplopleura ismailiae
- Hoplopleura johnsonae
- Hoplopleura karachiensis
- Hoplopleura khandala
- Hoplopleura kitti
- Hoplopleura kondana
- Hoplopleura laticeps
- Hoplopleura longula
- Hoplopleura malabarica
- Hoplopleura malaysiana
- Hoplopleura maniculata
- Hoplopleura mastacomydis
- Hoplopleura mendezi
- Hoplopleura mendozana
- Hoplopleura meridionidis
- Hoplopleura minasensis
- Hoplopleura minuta
- Hoplopleura misionalis
- Hoplopleura mulleri
- Hoplopleura multilobata
- Hoplopleura musseri
- Hoplopleura mylomydis
- Hoplopleura myomyis
- Hoplopleura nasvikae
- Hoplopleura nesoryzomydis
- Hoplopleura neumanni
- Hoplopleura ochotonae
- Hoplopleura oenomydis
- Hoplopleura ondatraria
- Hoplopleura onychomydis
- Hoplopleura orinocoi
- Hoplopleura oryzomydis
- Hoplopleura oxymycteri
- Hoplopleura pacifica
- Hoplopleura pahari
- Hoplopleura patersoni
- Hoplopleura pavlovskyi
- Hoplopleura pectinata
- Hoplopleura pelomydis
- Hoplopleura phaiomydis
- Hoplopleura quadridentata
- Hoplopleura rajah
- Hoplopleura ramgarh
- Hoplopleura reducta
- Hoplopleura reithrodontomyis
- Hoplopleura rimae
- Hoplopleura rukenyae
- Hoplopleura sahyadri
- Hoplopleura scapteromydis
- Hoplopleura sciuricola
- Hoplopleura scotinomydis
- Hoplopleura sembeli
- Hoplopleura setzeri
- Hoplopleura sicata
- Hoplopleura silvula
- Hoplopleura similis
- Hoplopleura sinhgarh
- Hoplopleura somereni
- Hoplopleura spicula
- Hoplopleura spiculifer
- Hoplopleura thurmanae
- Hoplopleura tiptoni
- Hoplopleura traubi
- Hoplopleura travassosi
- Hoplopleura trispinosa
- Hoplopleura uromydis
- Hoplopleura varia
- Hoplopleura veprecula
- Hoplopleura vietnamensis
- Hoplopleura zelotomydis